# Andorre en avant
Andorre en avant (en catalan :  Andorra Endavant, abrégé en AE) est un parti politique andorran fondé le 18 novembre 2021 à partir d'une scission du parti Troisième voie.

## Histoire
En mars 2021, Carine Montaner Raynaud conseillère générale du parti Troisième voie annonce la création de son propre parti. Le 18 novembre 2021, elle annonce officiellement la création du parti Andorre en avant.
Aux élections législatives de 2023, le parti obtient 16 % des voix et 3 sièges au Conseil général.
En septembre 2023, le parti propose de créer un front avec Concorde et aux Libéraux pour s'opposer à l'accord d'association avec l'Union européenne.

## Idéologie
Andorre en Avant est considéré à droite de l'espace politique avec une stratégie populiste, et un positionnement conservateur et eurosceptique.
Selon Carine Montaner Raynaud, « l'ADN du parti » est basé sur six points et place en premier « la liberté du peuple comme un droit fondamental endommagé en cette période de COVID, un droit que nous défendrons avec un manteau et une épée ». Le reste des éléments sont la participation citoyenne, la responsabilité avec une loi de responsabilité politique, la vraie transparence, la séparation des pouvoirs et une profonde réforme de la justice et de la méritocratie.
Le parti est défavorable à l'accord d'association avec l'Union européenne que propose le gouvernement, considérant que le pays serait trop « trop soumis à l'Europe ». 

## Résultats électoraux
| Année | Tête de liste           | Circonscription nationale | Circonscription nationale | Sièges |
| Année | Tête de liste           | Voix                      | %                         | Sièges |
| ----- | ----------------------- | ------------------------- | ------------------------- | ------ |
| 2023  | Carine Montaner Raynaud | 3 067                     | 16,00                     | 3 / 28 |